# Питары
Пита́ры или пи́три (санскр. पितृ, IAST: Pitṛ — «праотцы») — души умерших предков в индийской культуре, почитание которых занимает в индуизме одно из ведущих мест.
Питри принято поминать ежегодно в ходе ритуала шраддха. В индуистских семьях считается обязательным рождение по крайней мере одного сына, который в будущем проводил бы ритуалы по своим родителям. Описание питри содержится в ряде Пуран. Наиболее детально они описываются в «Ваю-пуране» и «Брахманда-пуране». Согласно этим источникам, существуют различные категории питри, которые имеют разного рода происхождение, формы и места обитания. Большая разница проводится между «девапитарами» (божественными питри) и «манушьяпитарами» (духами умерших людей). Одни питри пребывают в райских мирах, тогда как другие — в низших планах бытия. Питри, обитающие на небесах (Питр-лока), почитаются как боги. Питри представляют собой изначальные божества, никогда не прекращающие своего существования. Считается, что манушьяпитары могут достигнуть одного уровня с девапитарами и жить с ними в райских мирах. Затем они заново рождаются в конце каждого периода из 1000 махаюг и возрождают миры. От них происходят 14 Ману и новое потомство во время сотворения Вселенной.

## Дева-питары
Существует семь классов девапитаров, три из которых бестелесны (амуртая), тогда как другие четыре обладают телесной формой (самуртая).
Три бестелесных разновидности питаров:
- ваджраджасы,
- агнишватты (создатели первой эфирной расы людей[3]);
- бархишады (лунные питри, выделившие свои тени, или чхайи, чтобы с их помощью создать первого человека[4]).

Четыре телесных категории питри:
- сомапы (лунные питри[5]),
- хавишманы,
- аджьяпы,
- шукалины (или манасы — одарившие человечество «манасом» или разумом, бессмертные «эго» в людях[6]).

## Типы поклонений предкам
- Питри-пакша — индусский праздник в честь умерших предков, происходящий в конце сентября[7].
- Питр-ишвара — поклонение душам усопших предков (питришвара) или отеческим богам у раджпутов, совершаемое в течение 15 дней[8].